# Chance! (Koharu Kusumi)

Capa do single (Edição regular).

Chance! (チャンス！, Chansu!) foi o quarto single de Tsukishima Kirari starring Kusumi Koharu (Morning Musume) (月島きらり starring 久住小春 (モーニング娘。)). Foi lançado em 7 de novembro de 2007 na edição limitada (EPCE-5510) e na edição regular (EPCE-5511) em 28 de novembro de 2007. A edição limitada do single foi lançada com um cartão Super Corabo Mirufii, enquanto a edição regular foi lançada com uma etiqueta Deka Label.

## História
O single foi lançado em 7 de novembro 2007 no Japão na edição limitada, e em 28 de novembro do mesmo ano, foi lançada a edição regular pela gravadora Zetima. Ficou classificado entre os 9º singles mais vendidos na Oricon. Teve uma edição limitada com uma capa e cartilha diferentes, e o formato foi em "single V" (um DVD que contém os vídeos musicais e um making of). 
As canções foram cantadas por Koharu Kusumi do grupo Morning Musume, ela também interpretou Kirari Tsukishima, uma cantora e heroína fictícia do anime Kilari (Kirarin Revolution). 
As duas canções do single, também foram o tema de abertura e encerramento do anime. Chance! foi a quinta abertura (exibida nos episódios 78 até ao 102), e o "lado B" Ramutara foi o oitavo encerramento (exibido nos episódios 78 até ao 90). As canções também estão incluídas no segundo álbum de "Tsukishima Kirari", Kirarin Land, e na compilação Best Kirari de 2009. A canção Chance! foi adaptada na dobragem portuguesa do anime Kilari sob o título de Cha, Cha, Cha! e foi interpretada pela Bárbara Lourenço.
O próximo single solo, Papancake, foi lançado sete meses mais tarde, junto com o single Anataboshi com o grupo MilkyWay (seu single anterior foi Hana wo Pūn/Futari wa NS com o grupo Kira☆Pika).

## Lista de faixas

### CD
1. "Chance!" (チャンス！) – 3:36
  - Letras de 2°C, composição e arranjos de Masaki Iehara.
2. "Ramutara" (ラムタラ) – 3:36
  - Letras de 2°C, composição e arranjos de Yūya Saitō.
3. "Chance!" (Instrumental) – 3:32
  - Letras e composição de Tetsurō Oda e arranjos de Masaki Iehara.

### Single V (DVD)
1. "Chance!" (チャンス！)
2. "Chance! (Dance Shot Ver.)" (チャンス！)
3. "Making Eizō" (メイキング映像)